# Buick
Buick es una marca de automóviles de lujo de Estados Unidos fundada por el inventor escocés residente de Detroit, David Dunbar Buick, en 1899. Actualmente es una división del grupo General Motors desde la fundación de este, en 1903. Desde sus inicios, los modelos de Buick se sitúan en la categoría de alta gama, por encima de otras marcas como Chevrolet y las desaparecidas Pontiac, Oldsmobile, aunque por debajo de Cadillac. Su principal competidor ha sido la también desaparecida Mercury, del grupo rival Ford Motor Company.
Los Buick se comercializaron casi exclusivamente en Estados Unidos y Canadá, con escasas excepciones. A lo largo de la década de 2000, la gama se ha ido simplificando con el reemplazo de los sedanes medianos Buick Century y Buick Regal por el Buick LaCrosse, la sustitución del sedán grande Buick LeSabre y el Buick Park Avenue, por el Buick Lucerne y la muerte prematura del todoterreno Buick Rainier y el monovolumen Buick Terraza. La gama 2008 presenta apenas tres modelos: el LaCrosse, el Lucerne y el Enclave.
La marca ha tenido una fuerte presencia en China, destacando en los últimos años la incorporación en este mercado de los minivans, el GL6 y su hermano mayor el GL8. Además de los modelos originales, varios modelos de otras marcas de General Motors se ofrecen rebautizados como Buick, como el Opel Corsa, el Chevrolet Optra y el Holden Commodore.
Su logotipo, llamado Trishield (‘triple escudo’), consiste en tres escudos alineados en diagonal: el izquierdo pintado de rojo, el central de blanco y el derecho en gris o azul.

## Historia

### Primeros años

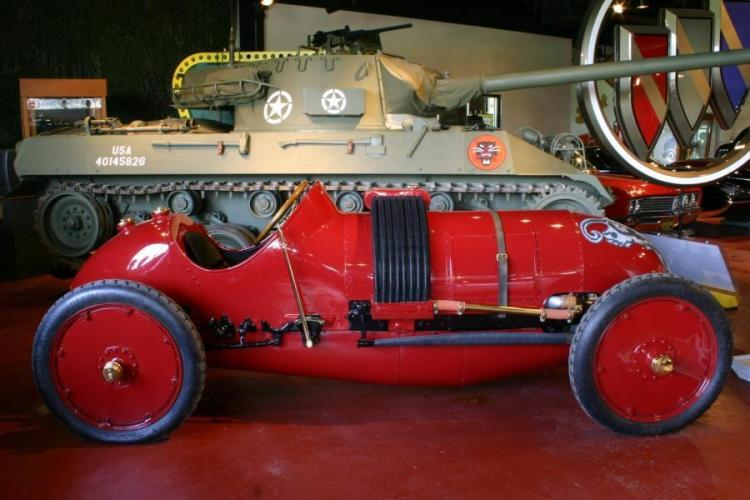
1910 Buick Bug Race Car y 1944 M18 Buick Hellcat

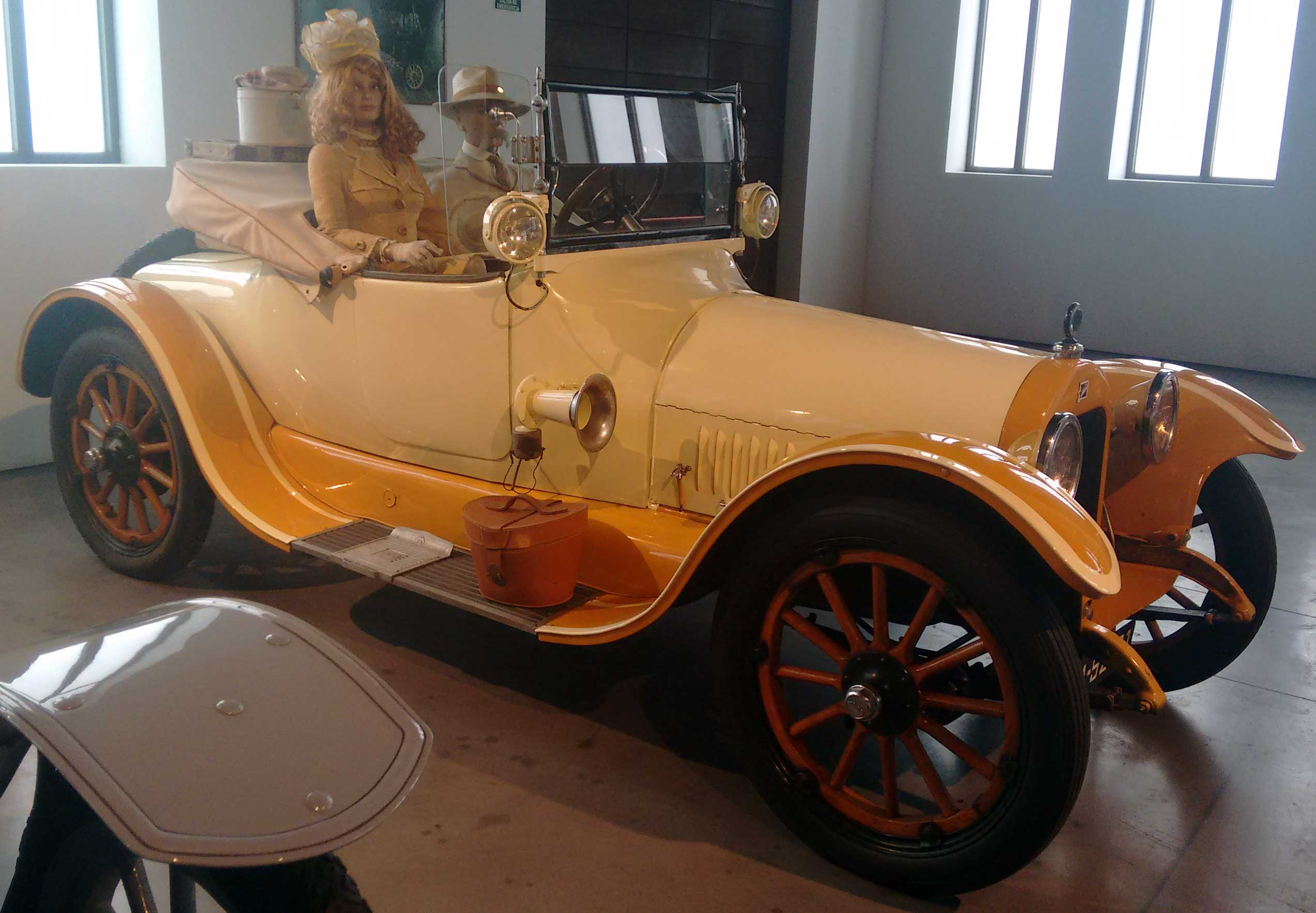
Modelo 1916

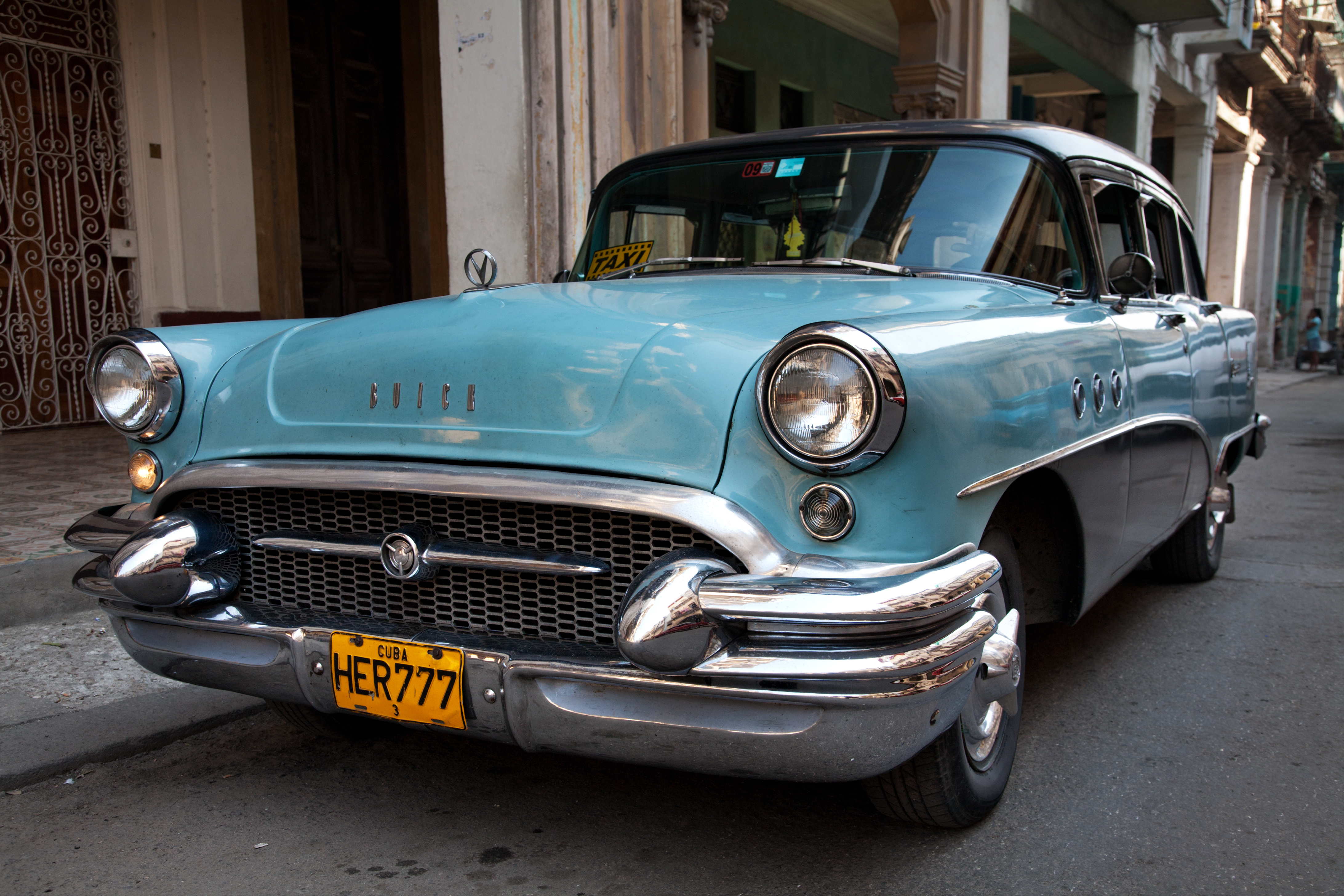
Modelo 1955 en La Habana, Cuba

Buick es una de las marcas de automóviles más antiguas del mundo y la más antigua de los Estados Unidos. (Autocar, fundada en 1897, es el fabricante de vehículos de motor más antiguo del hemisferio occidental; mientras que originalmente era un fabricante de automóviles, Autocar ahora construye camiones pesados. Oldsmobile, otro de los primeros fabricantes de automóviles fundado en 1897, ya no existe; Studebaker se fundó en 1852 pero no comenzó a producir automóviles hasta 1902; Ford produjo su primer automóvil en 1896, pero no inició Ford Motor Co. hasta 1903, y durante el período intermedio estuvo involucrado con otros fabricantes de automóviles como Cadillac, fundado en 1902).
Los primeros dos automóviles Buick fueron fabricados en 1899 y 1900 en la "Buick Auto-Vim and Power Company" por el ingeniero jefe Walter Marr,  pero el propietario de la compañía, David Dunbar Buick, se mostró reacio a comenzar a fabricar automóviles, ya que estaba satisfecho con la producción de motores marinos, por lo que Marr dejó Buick en 1901 para fundar su propia compañía de automóviles bajo su nombre. Su reemplazo fue Eugene Richard, quien solicitó una patente en 1902 para el motor de Marr, cuya patente, número 771,095, fue otorgada a Richard en nombre de Buick en 1904. [2] En 1903, el tercer automóvil Buick fue fabricado, esta vez por Richard, pero en 1904 Buick, cuya compañía ahora se llamaba "Buick Motor Company", se mudó de Detroit a Flint, Míchigan, y Richard se quedó. Marr fue contratado de nuevo en Flint como ingeniero jefe, para comenzar a fabricar automóviles en producción. Ese año, se fabricaron 37 automóviles Buick, la producción aumentó a 750 en 1905, 1,400 en 1906, 4,641 en 1907 y 8,800 en 1908, quitando el lugar número uno de sus competidores cercanos Oldsmobile, Ford y Maxwell.
David Buick registró su compañía como Buick Motor Company el 19 de mayo de 1903, en Detroit, Míchigan. Buick había sido financiado por un amigo y entusiasta del automóvil, Benjamin Briscoe, quien en septiembre de 1903 vendió el control del negocio a James H. Whiting (1842–1919), de Flint Wagon Works, en Flint, Míchigan. Whiting trasladó Buick a Flint, a un lugar al otro lado de la calle de su fábrica, con la idea de agregar los motores de Buick a sus vagones.  David Buick se quedó como gerente y volvió a contratar a Walter Marr como ingeniero jefe. El motor que Buick y Marr desarrollaron para este automóvil era un motor de dos cilindros de 2605 centímetros cúbicos, con cada cilindro horizontal y opuesto al otro en 180 grados. Whiting construyó solo unos pocos automóviles en 1904, el modelo B, antes de quedarse sin capital, lo que provocó que trajera a William C. Durant ese año como inversionista controlador. Durant construyó algunos modelos más de B en 1904, e incrementó considerablemente la producción del modelo C en 1905, y pasó los siguientes cuatro años convirtiendo a Buick en la marca de automóviles más vendida en los Estados Unidos. Durante el siglo XIX, Durant había hecho su fortuna como copropietario, también en Flint, con Josiah Dallas Dort, de la Compañía de Transporte Durant-Dort, que en 1904 era la compañía de fabricación de carruajes más grande del país y una de las más grandes del mundo [2] Durant trasladó la mayor parte de la producción de Buick a la antigua planta Durant-Dort Imperial Wheel en Jackson, Míchigan en 1905. Buick continuó la producción de automóviles en Jackson hasta 1907, cuando se completó la Fábrica # 1 en Flint. La planta de Jackson continuó la producción con camiones Buick hasta 1912. David Buick vendió sus acciones en 1906, lo que lo convirtió en un hombre rico, pero murió en circunstancias modestas 25 años después. En 1907, Durant acordó suministrar motores a R. S. McLaughlin en Canadá, un fabricante de automóviles, y en 1908 fundó General Motors.
Entre 1899 y 1902 se construyeron dos vehículos prototipo en Detroit, Míchigan, por Walter Lorenzo Marr. Existe alguna documentación del prototipo 1901 o 1902 con timón, similar al Oldsmobile Curved Dash.
A mediados de 1904, se construyó otro prototipo para una carrera de resistencia, que convenció a Whiting de autorizar la producción de los primeros modelos ofrecidos al público. La arquitectura de este prototipo fue la base del Modelo B.
El primer Buick hecho para la venta, el Modelo B de 1904 fue construido en Flint, Míchigan, en una fábrica que se conocía como Flint Wagon Works. Se hicieron ese año 37 Buicks, ninguno de los cuales sobrevive. Sin embargo, existen dos réplicas: el auto de resistencia 1904, en el Buick Gallery & Research Center en Flint, y un Modelo B ensamblado por un entusiasta en California para el centenario de la división. Ambos vehículos usan varias partes de Buicks de esa época. Estos vehículos fueron construidos con los únicos dos motores de 1904 sobrevivientes conocidos.
El éxito inicial de Buick se atribuye principalmente a lo que se llamó entonces el motor de válvula en cabeza ahora conocido como el motor OHV de válvula en la culata, patentado por Eugene Richard y desarrollado por Richard, Buick, y Marr. El Modelo F tenía un motor de dos cilindros, una distancia entre ejes de 2.21 metros y pesaba 816 kilos; La creación de General Motors es atribuida en parte al éxito de Buick, por lo que se puede decir que  Marr y los diseños de Richard condujeron directamente a GM. La arquitectura del tren de potencia y del chasis introducida en el Modelo B continuó durante el Modelo F de 1909
Billy Durant era un promotor natural y Buick pronto se convirtió en el mayor fabricante de automóviles en Estados Unidos. Utilizando las ganancias de esto, Durant se embarcó en una serie de adquisiciones corporativas, llamando a la nueva megacorporación General Motors. Al principio, los fabricantes que componían General Motors compitieron entre sí, pero Durant terminó con eso. Quería que cada división de GM apuntara a una clase de compradores y en su nuevo esquema, Buick estaba cerca de la cima: solo la marca Cadillac tenía más prestigio. Para ahorrar recursos, los vehículos Buick compartieron una plataforma común, llamada plataforma GM A, que se compartió con Chevrolet, Oakland, Oldsmobile y Cadillac.
El primer Buick de tamaño completo en unirse al Modelo B más pequeño fue en 1907, cuando se introdujo el Modelo D con un cuatro cilindros instalado en la parte delantera con tracción trasera. Este fue uno de los únicos autos con válvulas laterales que Buick hizo.
En 1911, Buick presentó su primer automóvil de carrocería cerrada, cuatro años antes que Ford aunque cinco años después que Cadillac, que fue el primero. El automóvil fue construido en la nueva fábrica de Flint, que más tarde se conocería como Buick City. Buick durante la década de 1920 fabricó vehículos de varios tamaños, con designaciones para diferentes años, a veces usando números, mientras que años posteriores usó designaciones con letras. Uno de los vehículos más grandes, con seis cilindros en línea, fue el Master Six.
En 1929, como parte del un programa de fabricación complementaria de General Motors, Buick Motor Division lanzó la marca hermana Marquette, diseñada para cerrar la brecha de precios entre Buick y Oldsmobile. Sin embargo, Marquette se suspendió en 1930. Todos los productos de Buick, Marquette, Viking y Oldsmobile compartieron la recién introducida plataforma GM B a partir de 1926. Buick debutó dos logros importantes para el año modelo 1931: el Motor Buick Straight-8 y una transmisión sincronizada en todos los modelos excepto la Serie 50. La Eight se ofreció en tres desplazamientos, la 3600 cc, estaba disponible en la Serie 50 con 77 HP. El motor de la Serie 60 era un 4400 cc que daba 90 HP.
En México la marca llegó en 1921 y estuvo presente hasta 1996 cuando oficialmente se retiró. Sin embargo, tras la salida de Pontiac, Buick vuelve al mercado mexicano en 2010.
La Serie 80 y la Serie 90 usaban 5600 cc para 104 HP de potencia. El avance automático de chispa operado en vacío era otra característica nueva que reemplazaba la palanca de chispa montada en la columna de dirección, aunque ahora se montaba una palanca de emergencia en el tablero. Buick obtuvo otro primer lugar en 1939 cuando se convirtió en la primera compañía en introducir señales de giro, que no aparecieron en otras marcas de automóviles hasta casi una década después. Todos los modelos de 1939 también tenían una palanca de cambios montada en la columna de dirección.
Actualmente, los Buick no se venden en Europa, aunque fábricas como Opel en Alemania fabrican modelos Buick para ser exportados a Estados Unidos.

### Años posteriores a la Segunda Guerra Mundial

#### 1940
1940 vio el primer uso de la designación "Estate" para Buick en la camioneta Buick Super. Debido a la Segunda Guerra Mundial, la producción de automóviles se detuvo en 1942. A partir de ese año, Buick produjo el destructor de tanques M18 Hellcat y suministró motores radiales para el Consolidated B-24 Liberator, Douglas C-47 Skytrain y Douglas C-54 Skymaster. Para el otoño de 1945, la producción de automóviles se reanudó. En 1948, la transmisión automática Dynaflow fue ofrecida por primera vez por Buick. 1949 vio el debut de VentiPorts.[cita requerida]

#### 1950
1953 marcó el 50 aniversario de Buick, así como las presentaciones del motor Buick V8 y el Roadmaster Skylark. En 1955, Buick tuvo sus mejores ventas anuales modelo con 738,814 vehículos vendidos; un récord que se mantendría hasta 1977. En 1957, debutaron el motor 6000 cc y la suspensión delantera con junta de rótula. 1959 vio la introducción de tres nuevos modelos: Electra, Invicta y LeSabre, así como un nuevo motor V8 para el Electra e Invicta. Un Electra marcó el ritmo de la carrera Indianápolis 500 ese año.[cita requerida]

#### 1960
Un Electra 225 marcó el ritmo de la carrera Daytona 500 en 1960 y 1963. En 1961, se introdujo un nuevo motor Fireball V6 y el  Skylark regresó como modelo superior de la nueva línea de automóviles compactos  Especial. El Special fue nombrado Motor Trend Car of the Year en 1962. También en 1962, el Wildcat se introdujo como un nivel de equipamiento en Invicta y se convirtió en modelo independiente al año siguiente. 1963 también vio la introducción del  Riviera como su propio modelo. A mediados de la década de 1960, Buick comenzó a vender oficialmente automóviles Opel de fabricación alemana a través de sus concesionarios norteamericanos. Para 1967, neumático radiales estuvieron disponible como opción en todos los Buicks de tamaño completo.

## Modelos producidos

Actuales, tanto en Estados Unidos, América Latina y China:
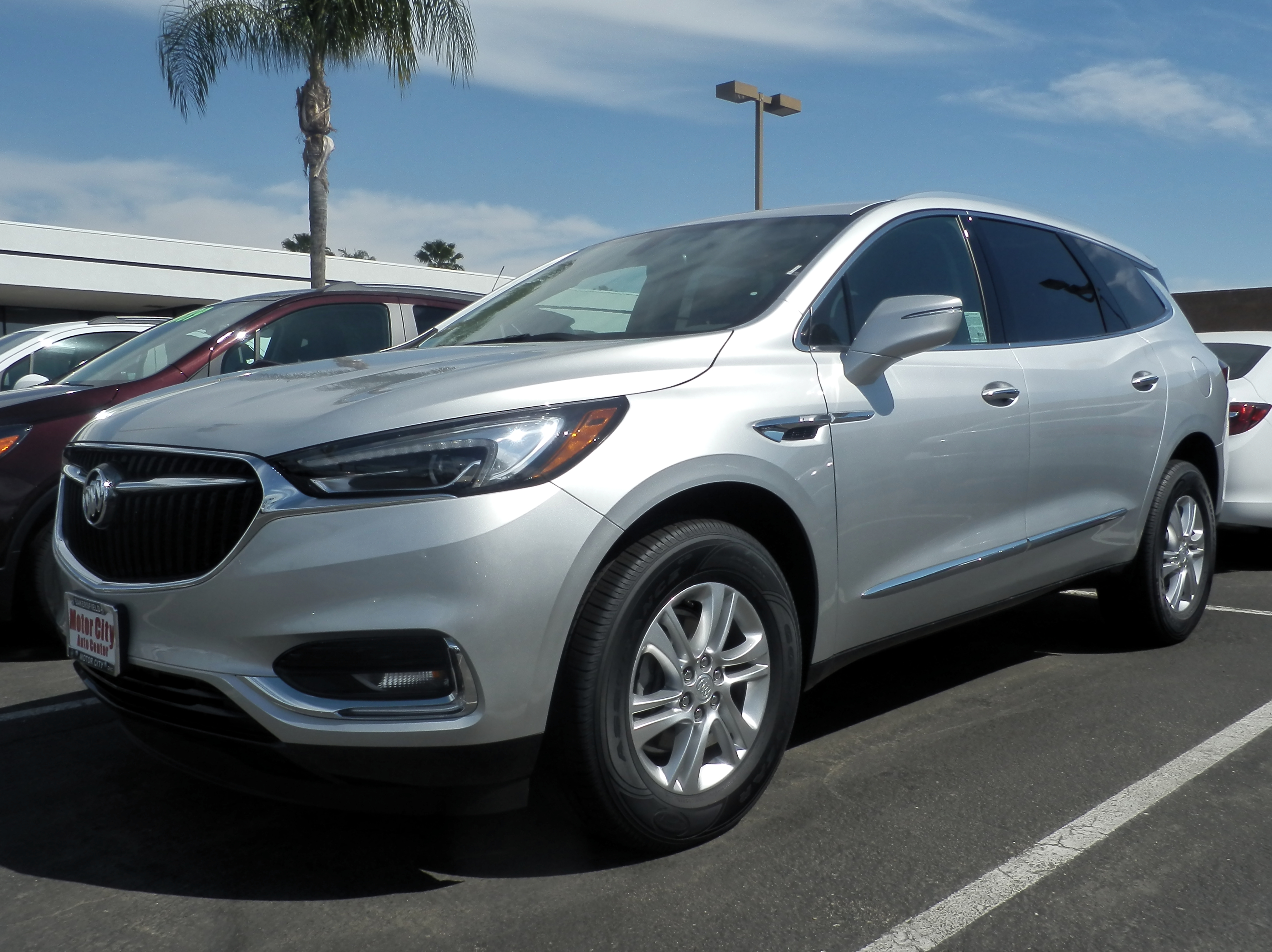
Enclave
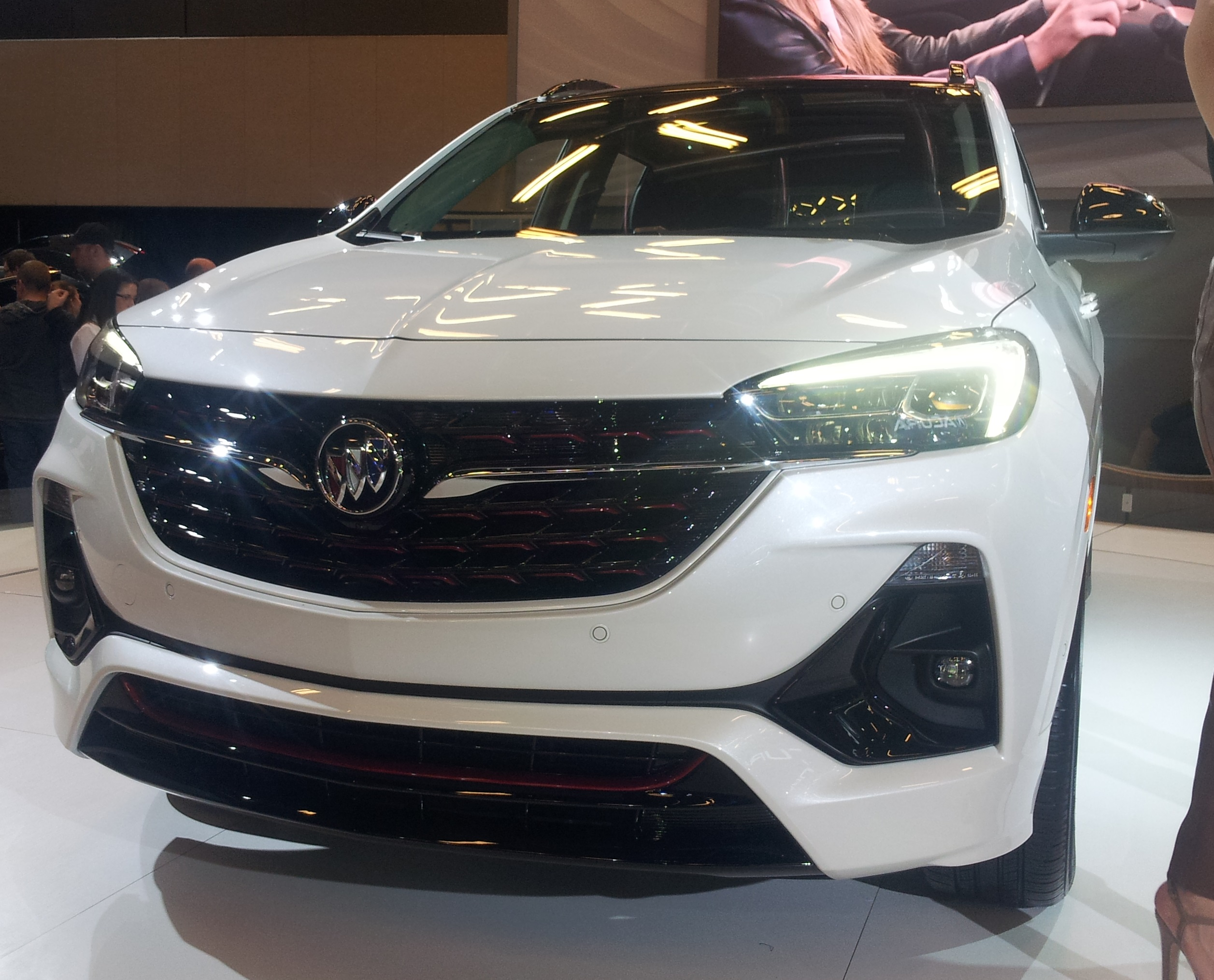
Encore GX
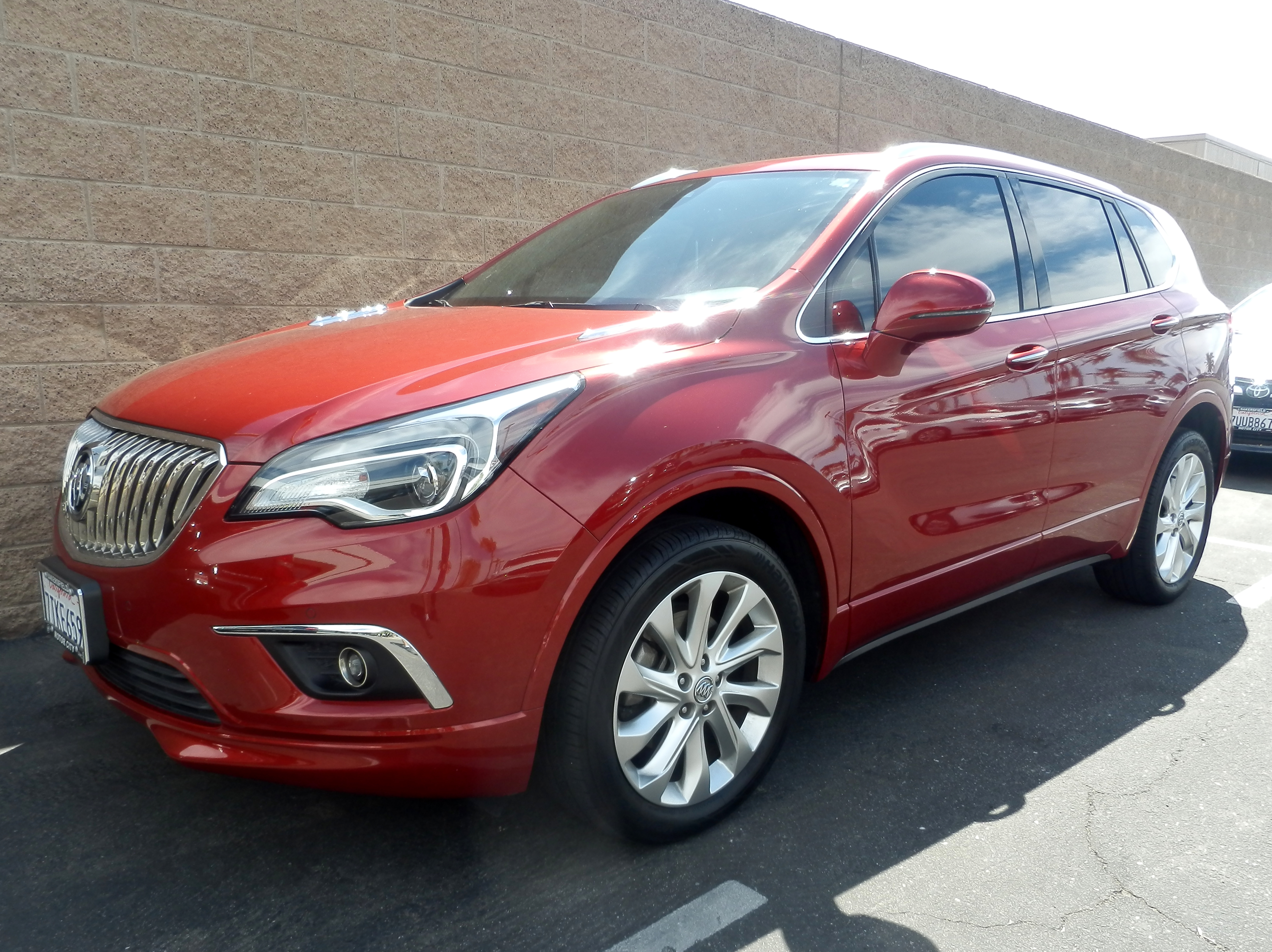
Envision
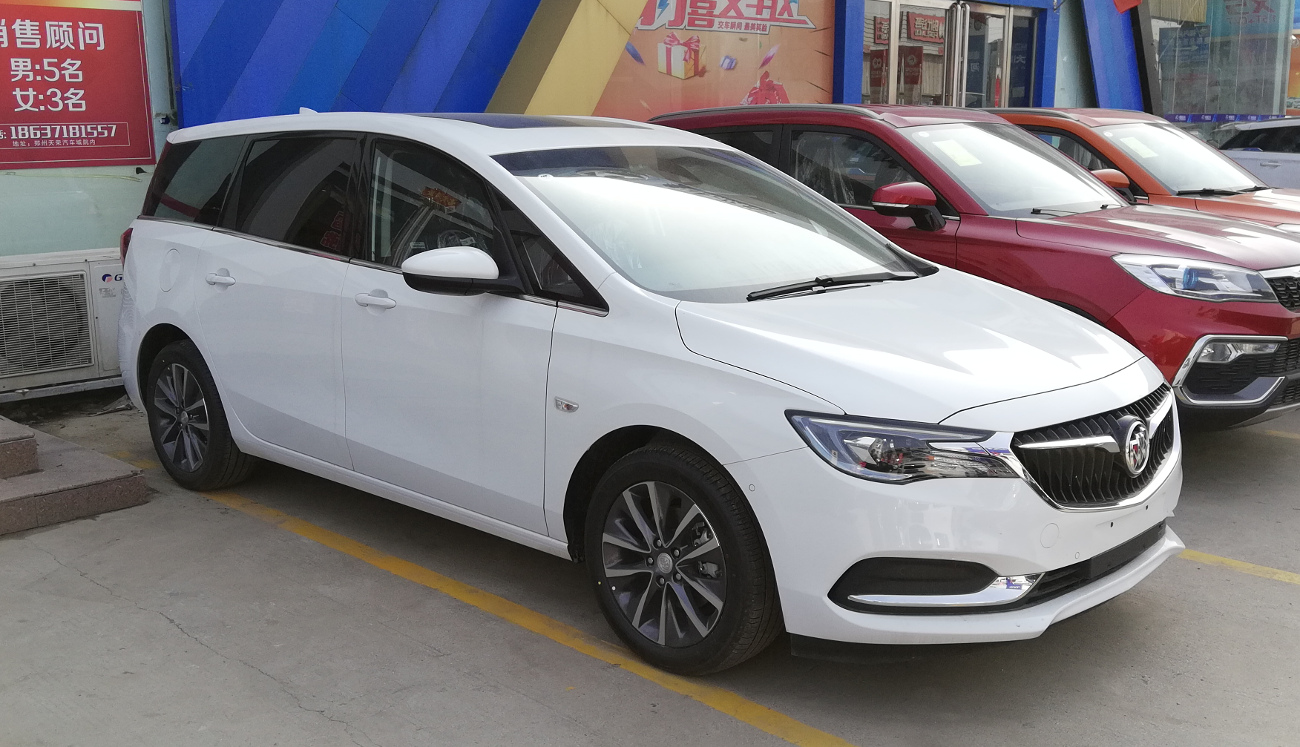
GL6
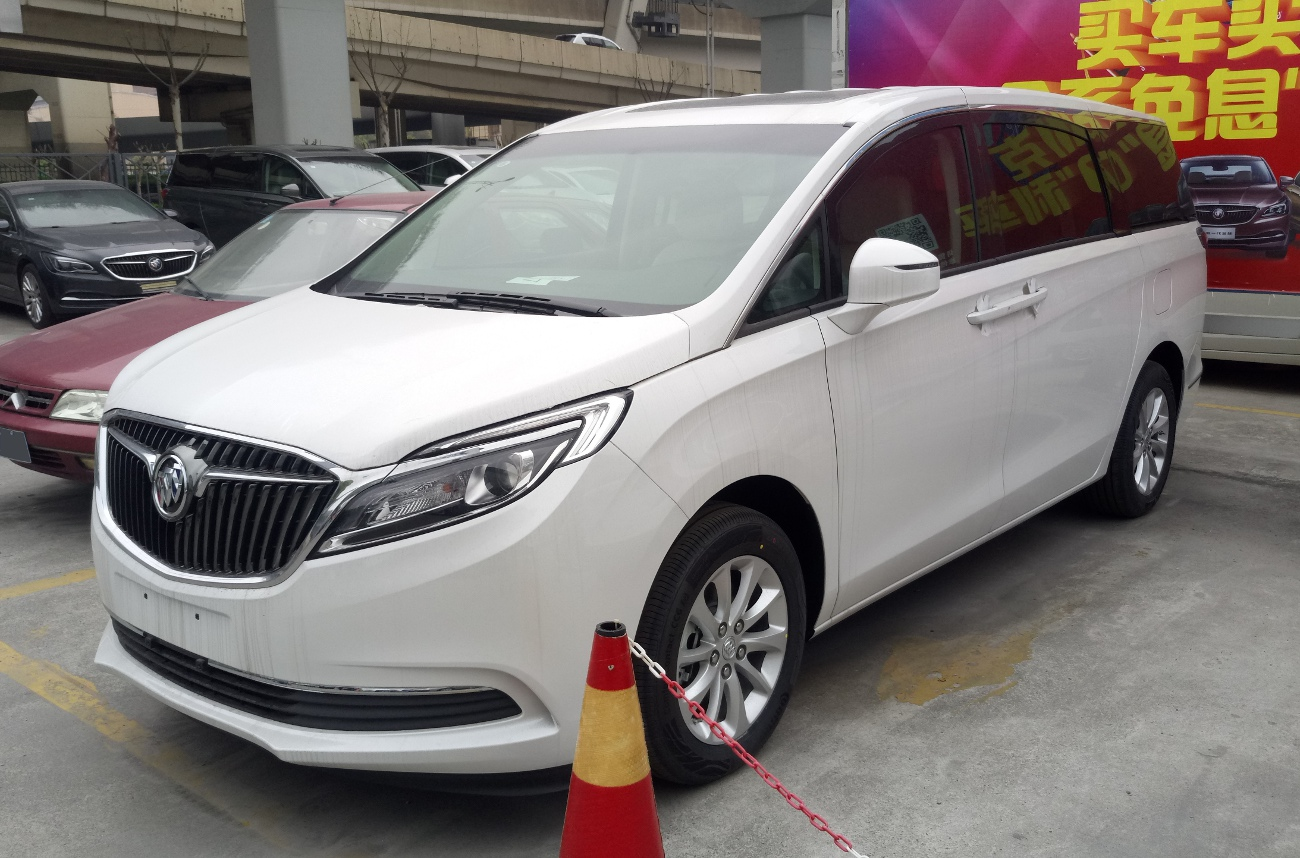
GL8
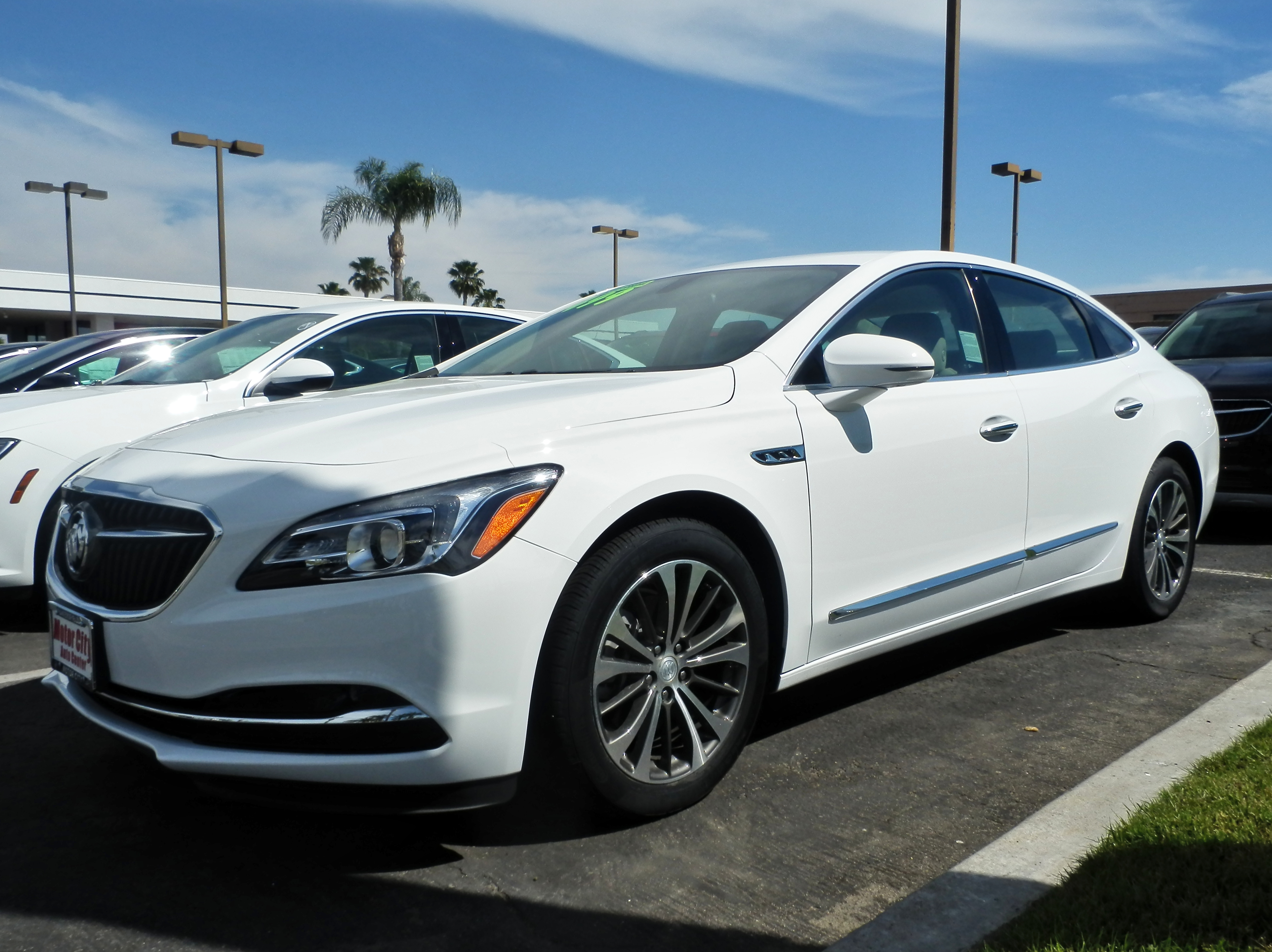
LaCrosse
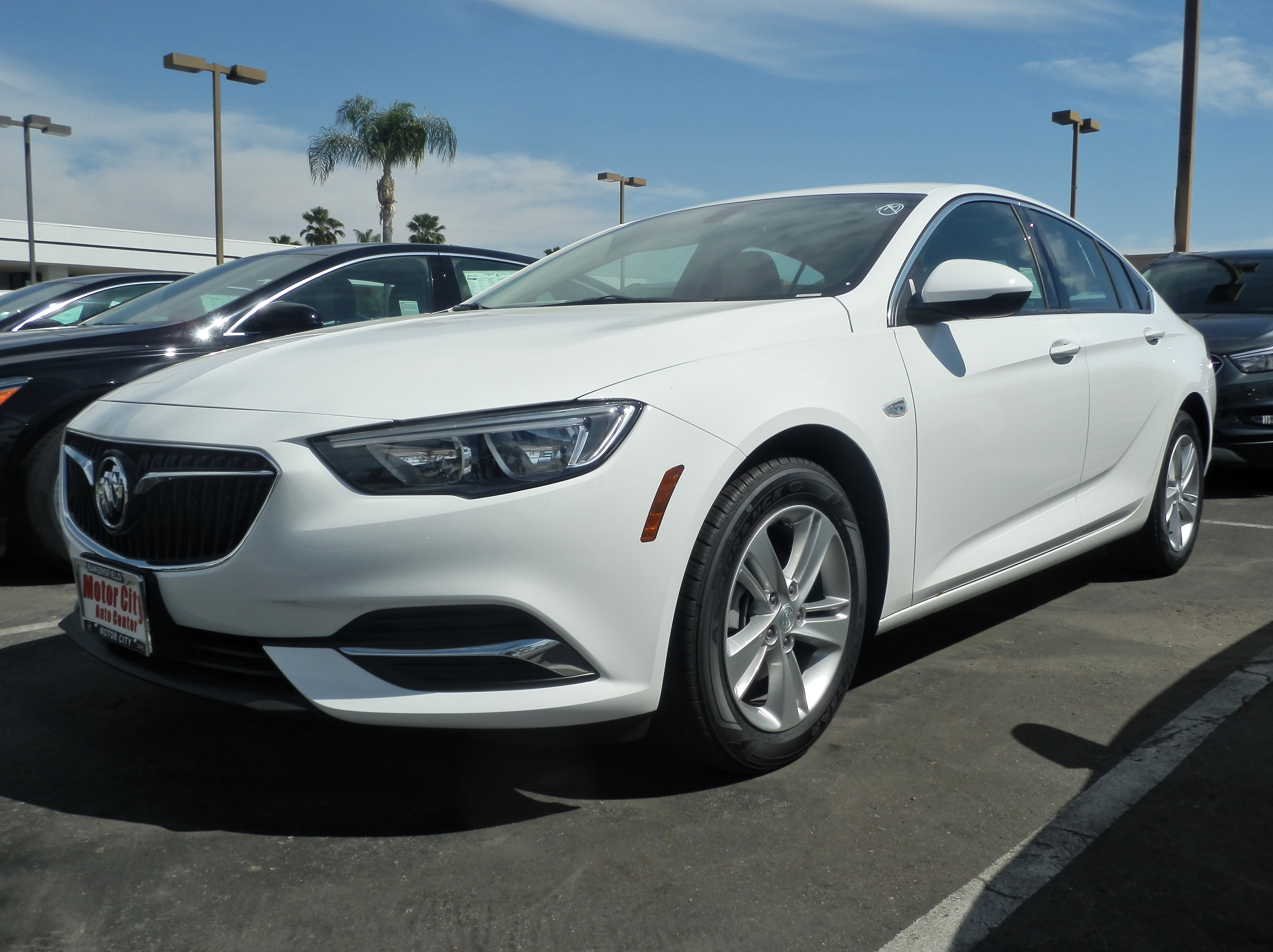
Regal
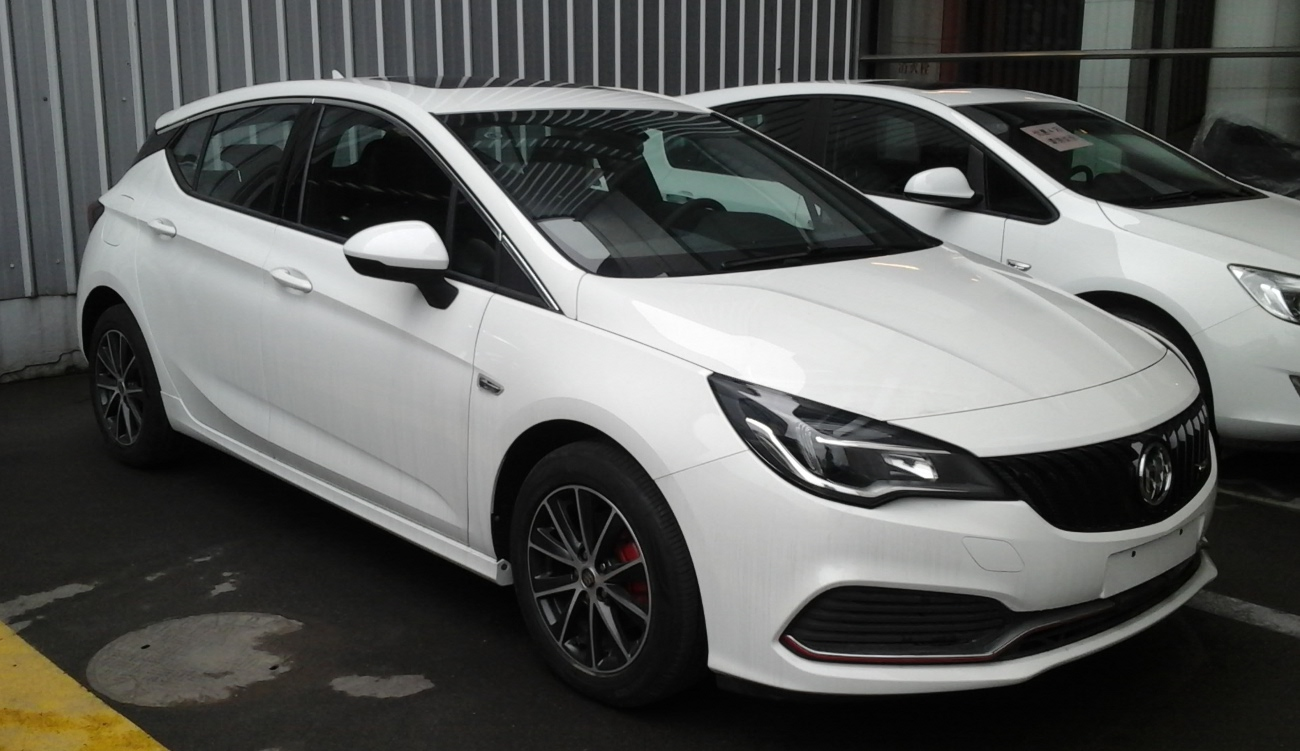
Verano GS

Históricos:
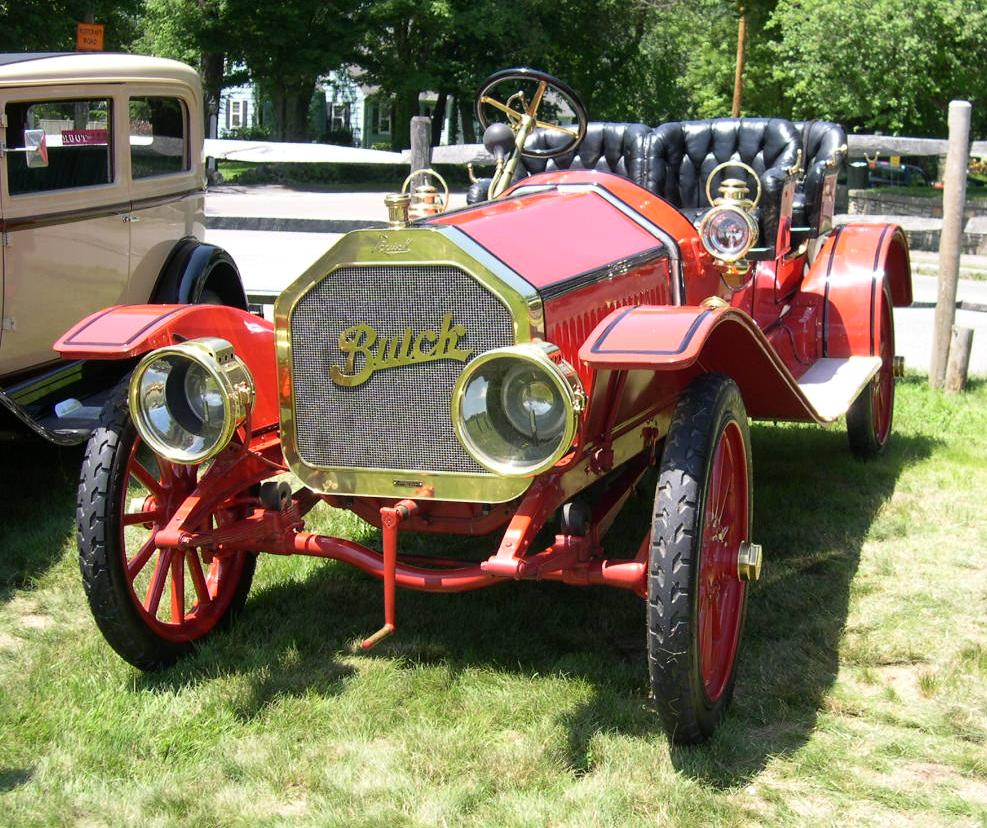
Tonneau (1910)
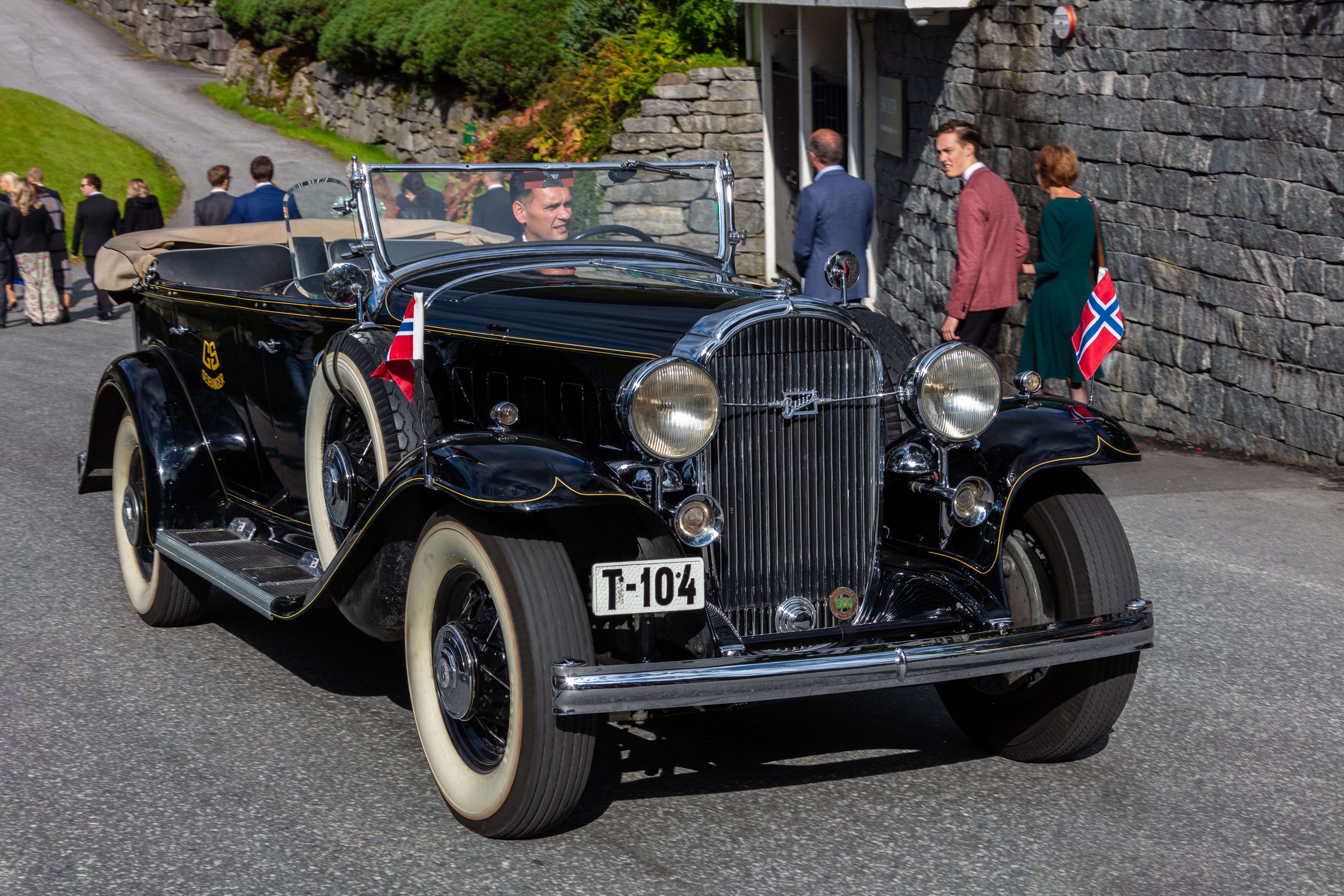
90 Convertible (1932)
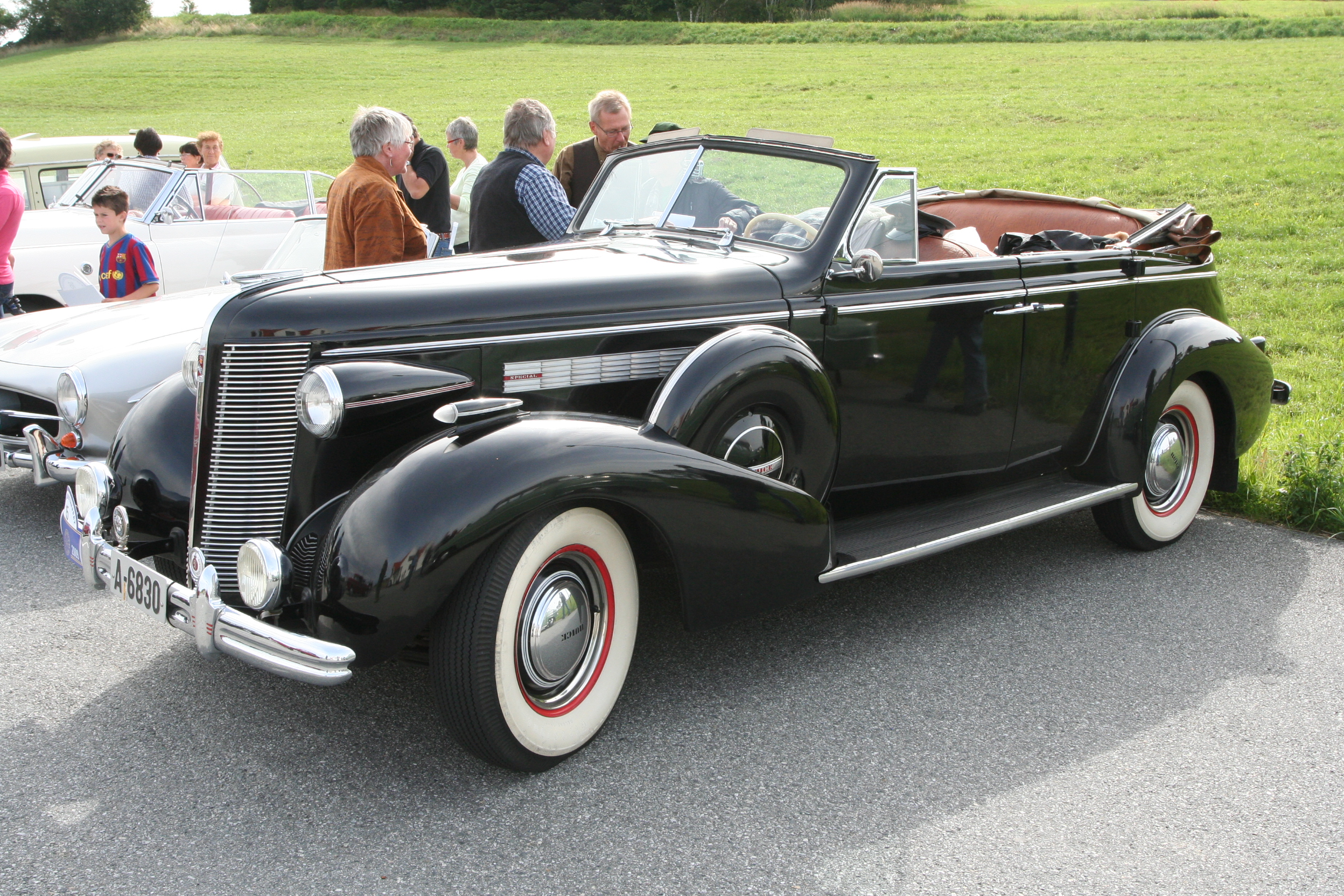
4-Door Convertible (1937)
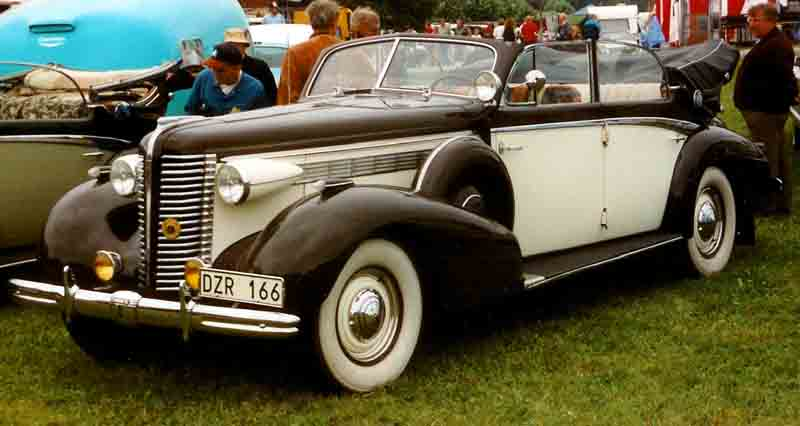
80C Roadmaster (1938)
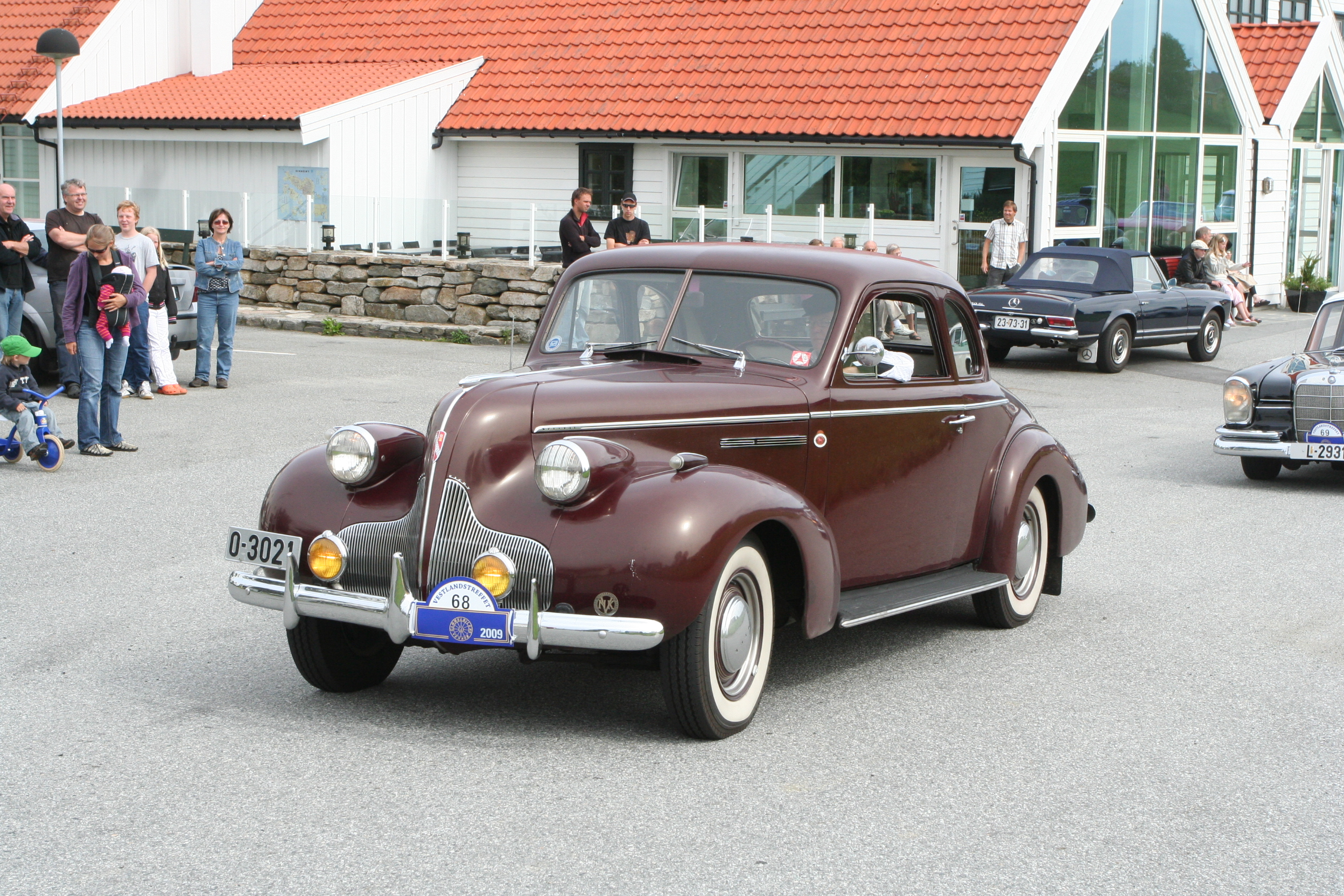
Sports Coupé (1939)
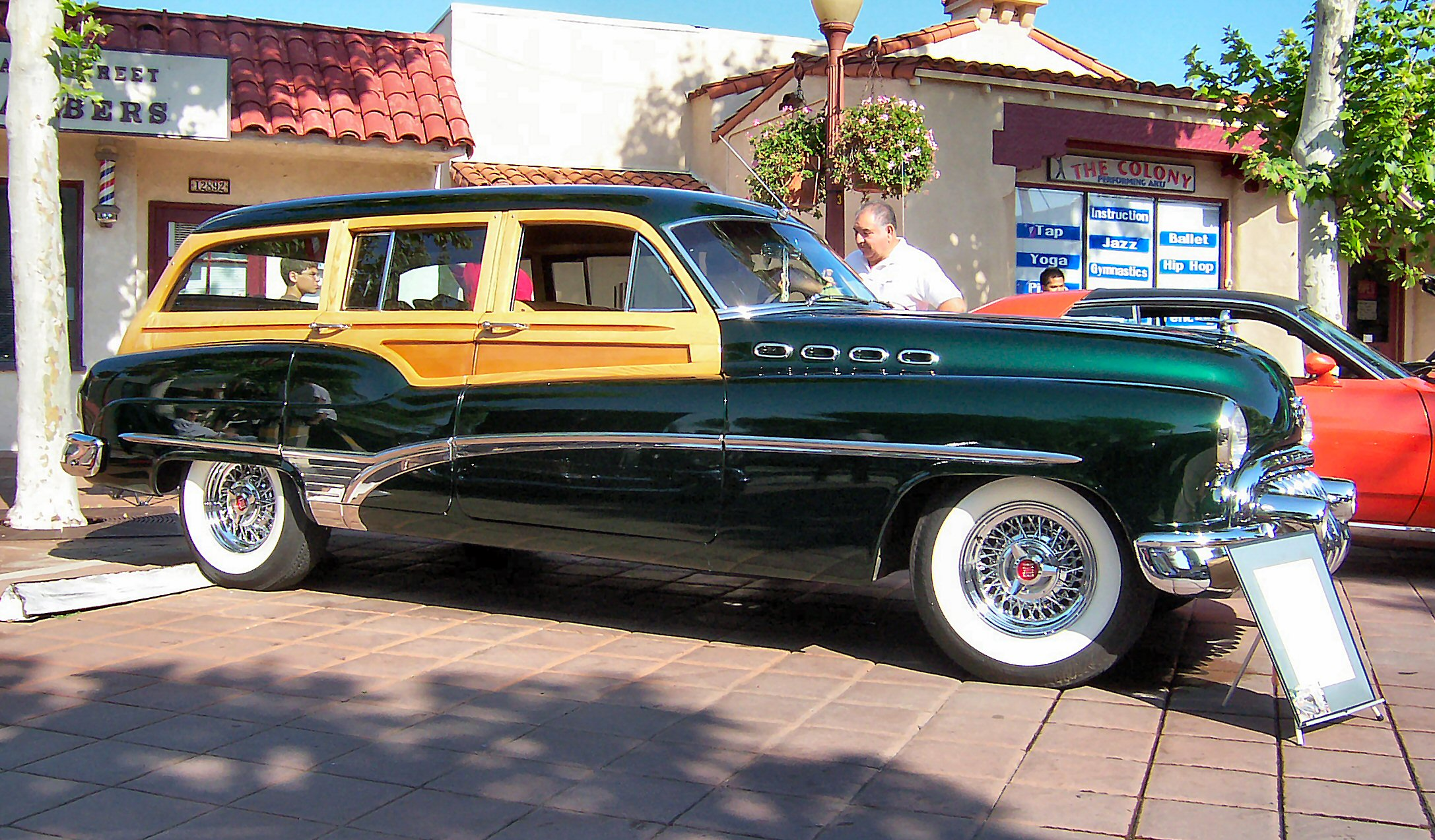
Roadmaster Estate Wagon (1950)
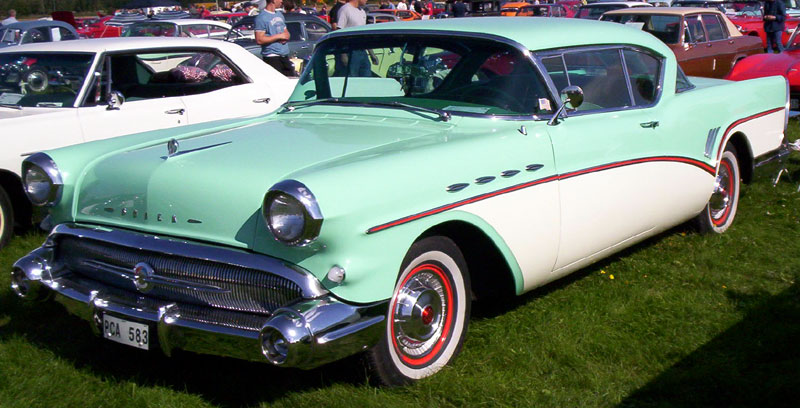
Super (1957)
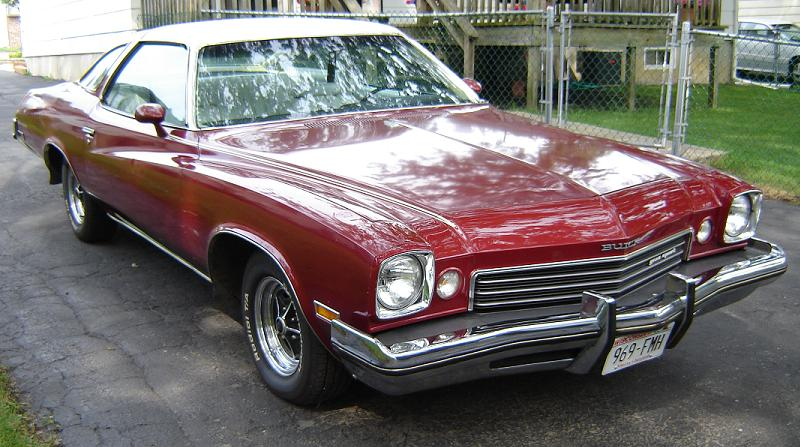
Century GS (1973)
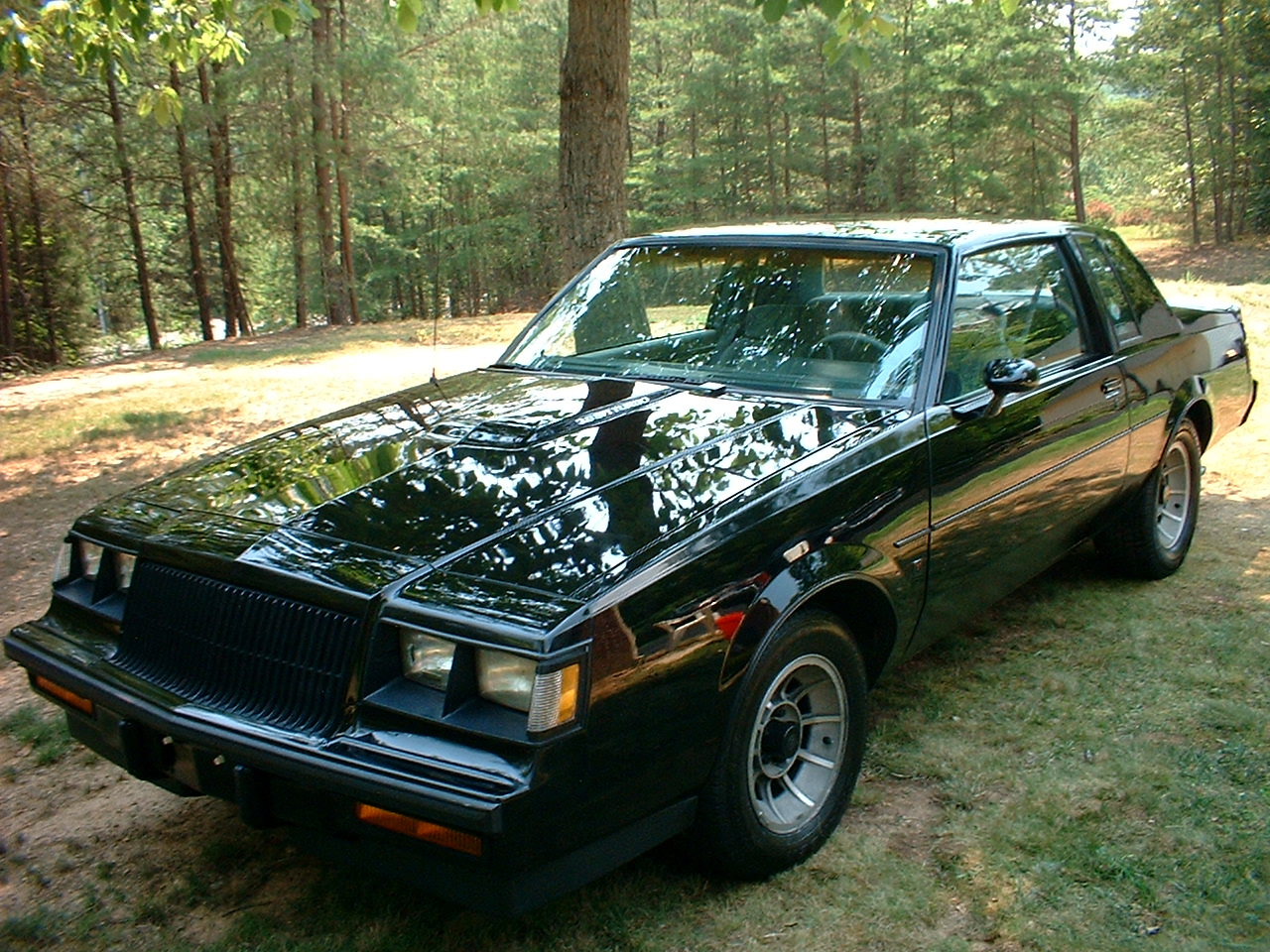
Regal (1987)
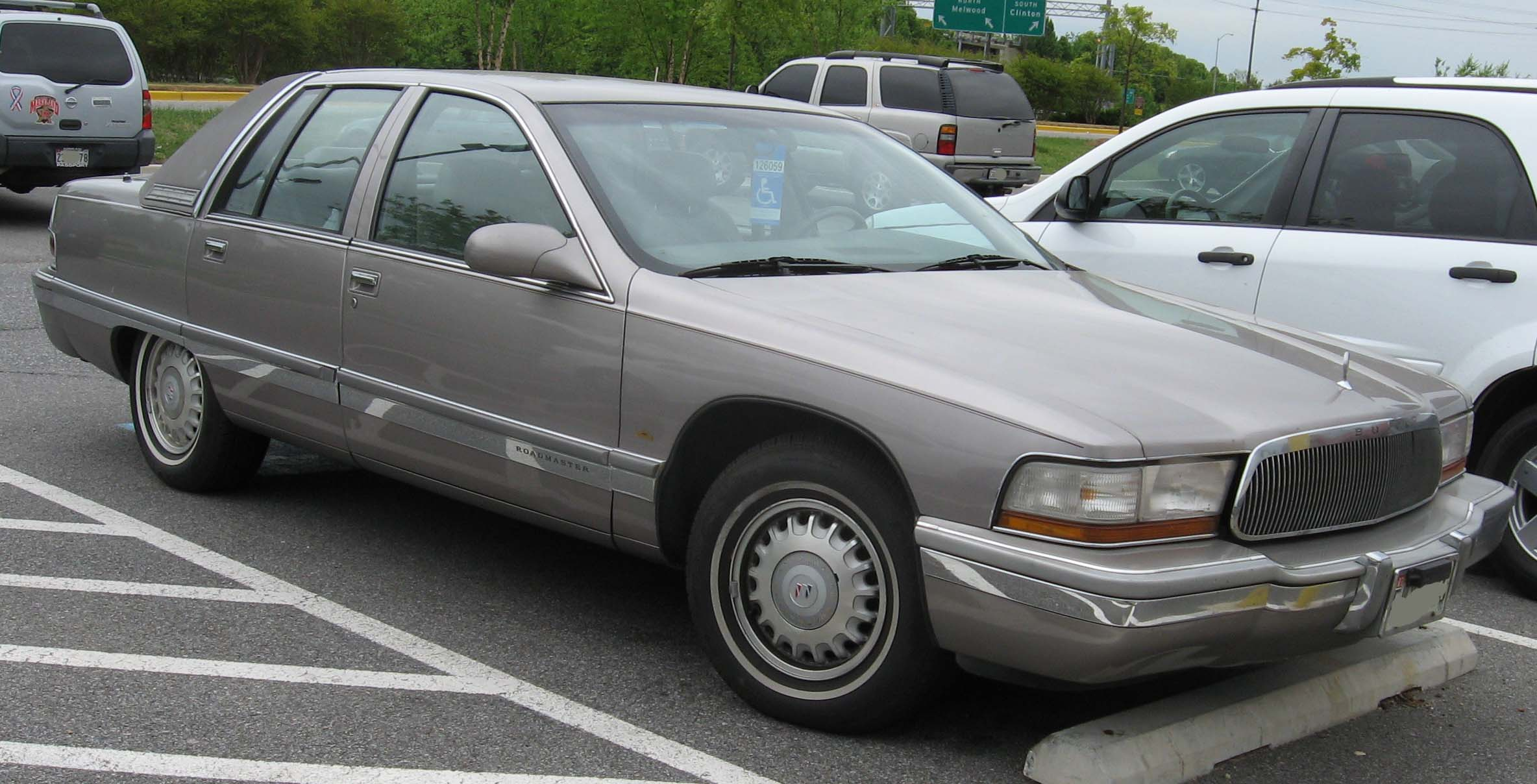
Roadmaster (1991)
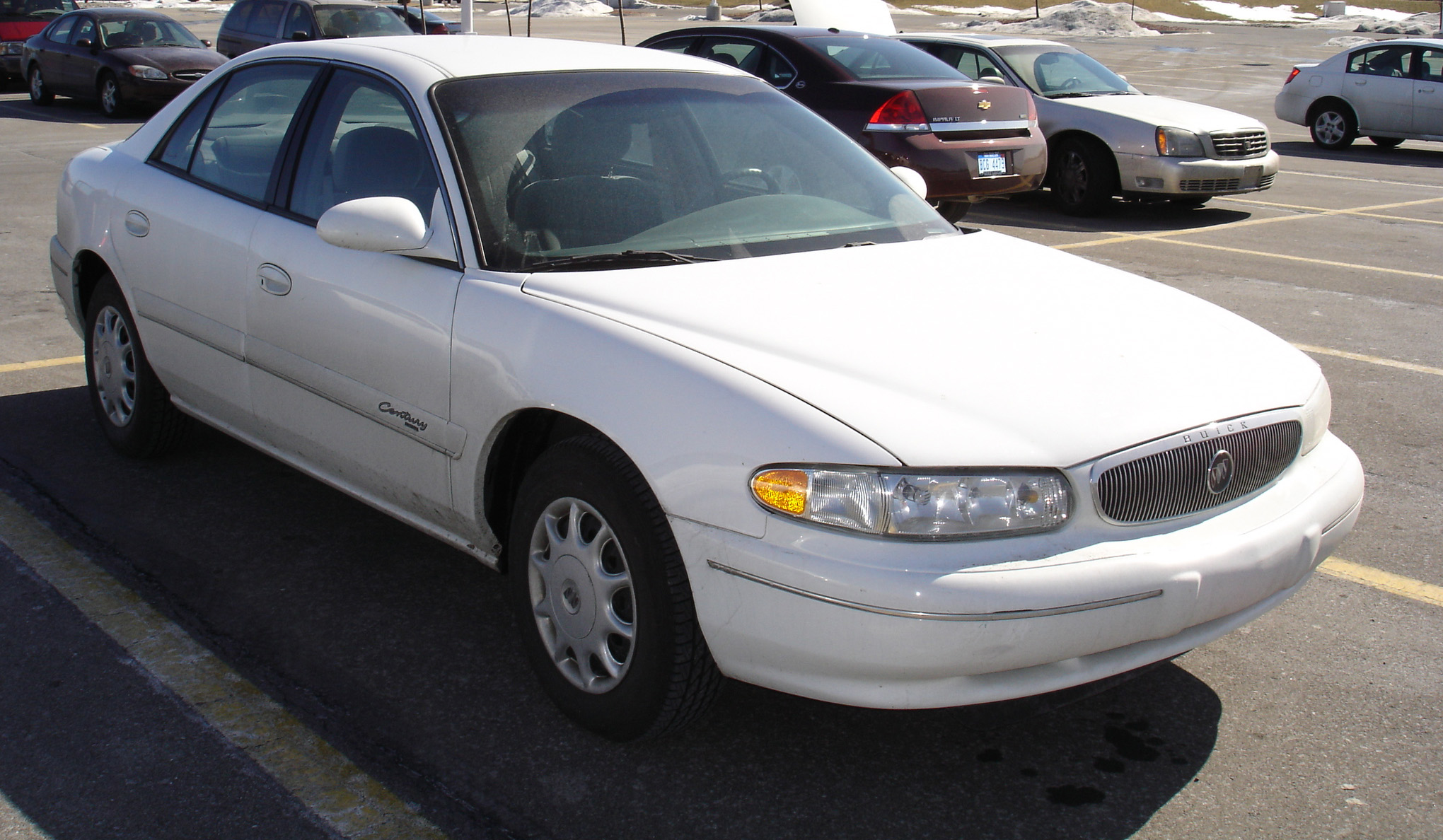
Century (2001)
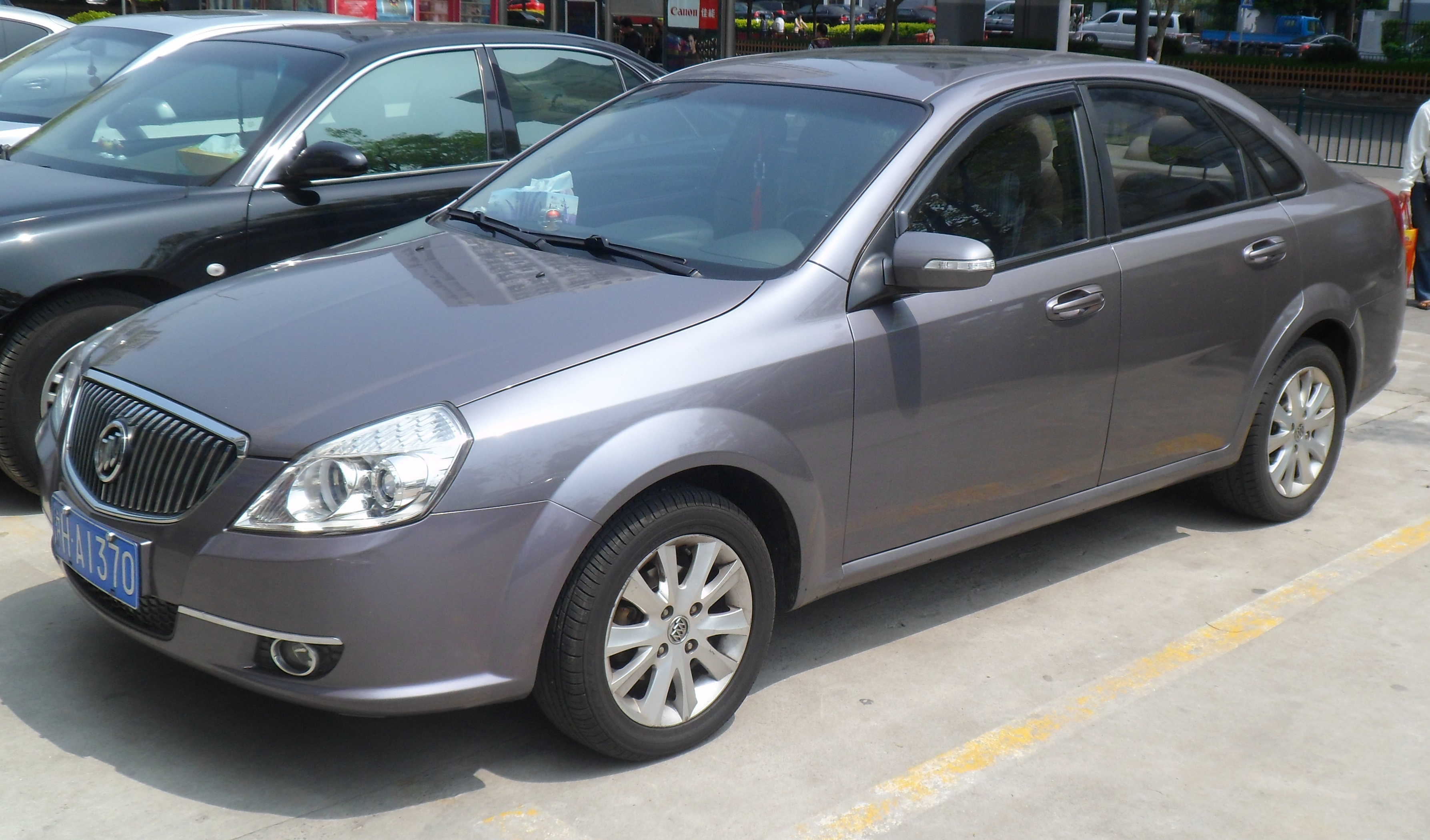
Excelle (2003)
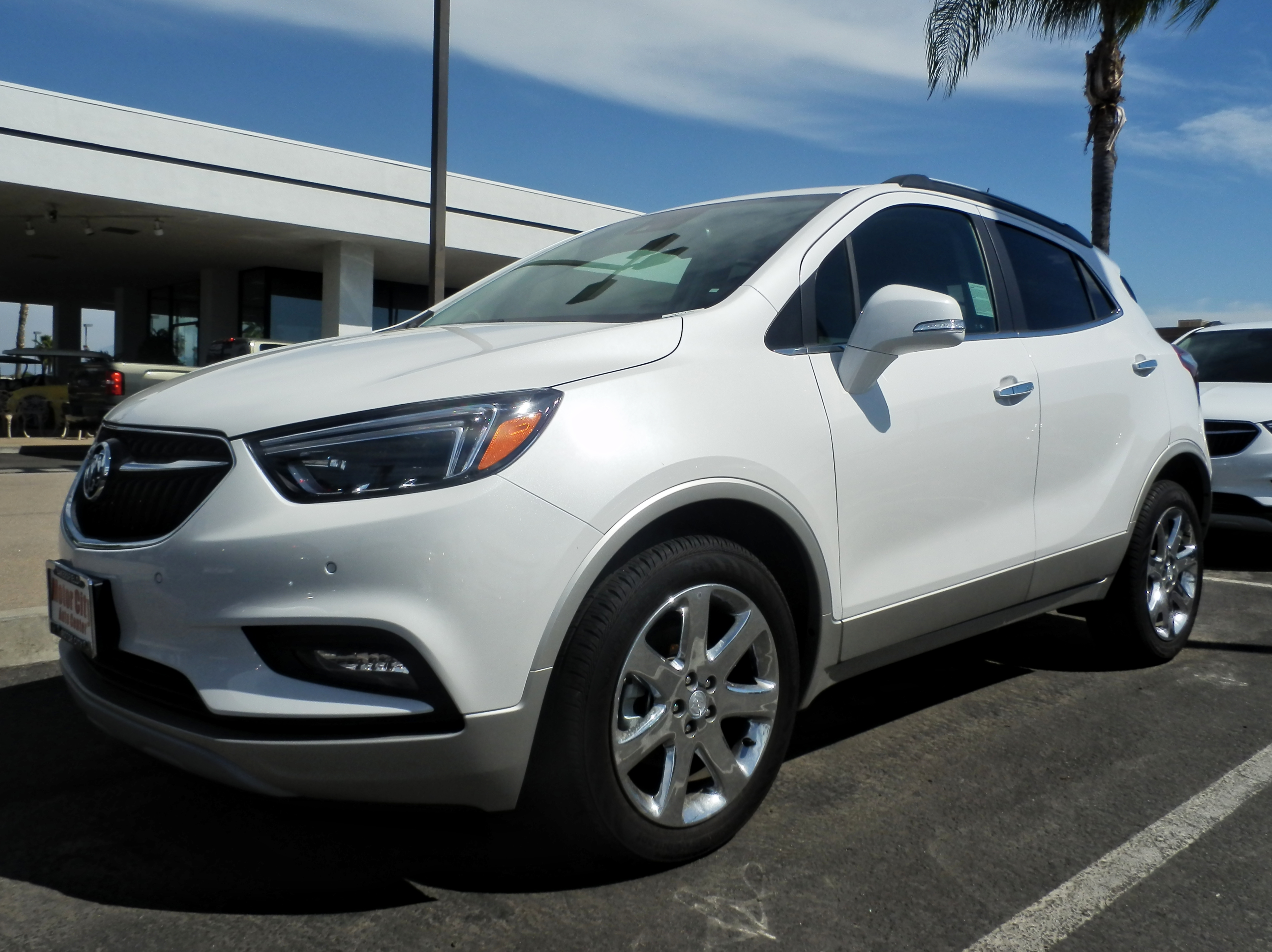
Encore (2013)
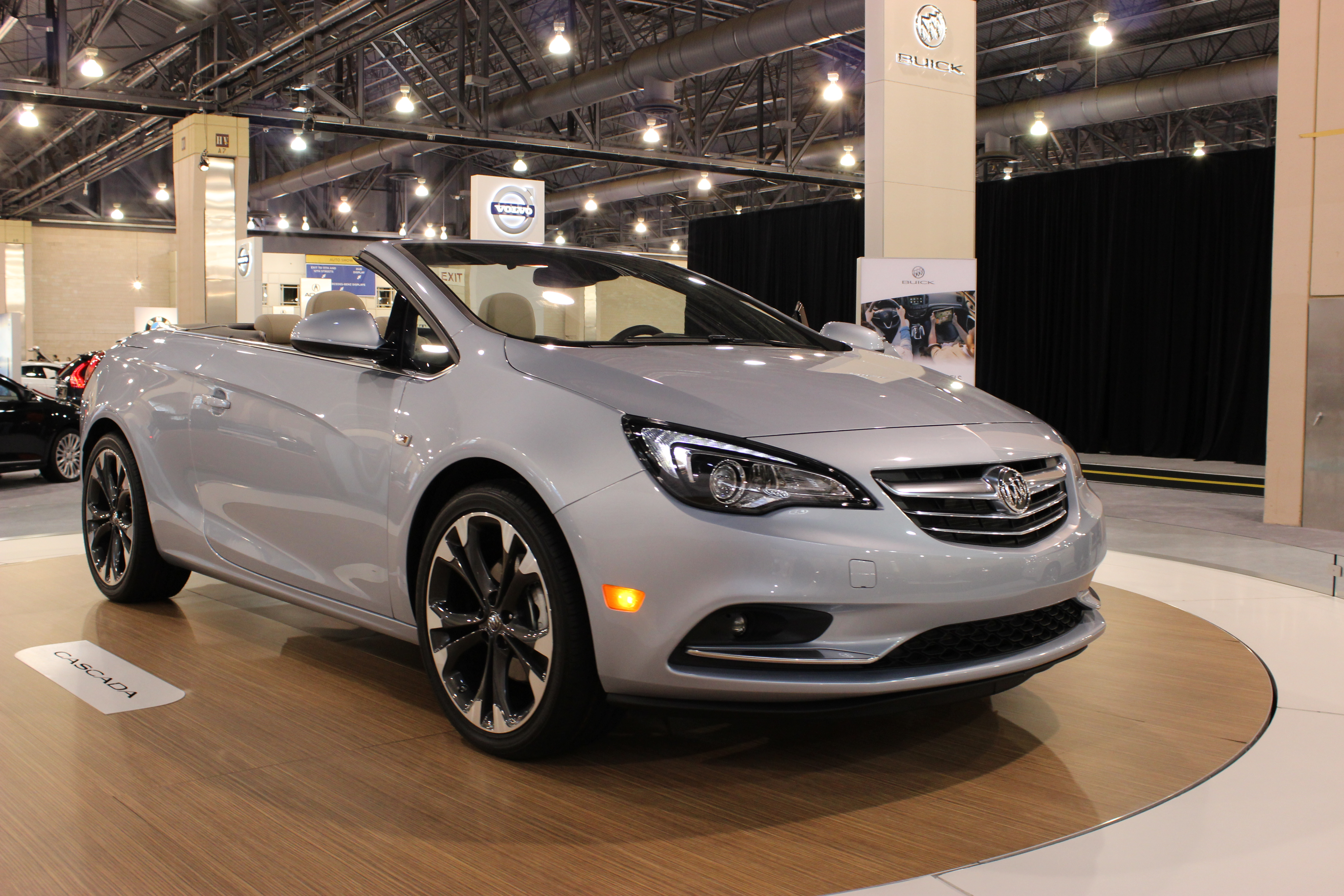
Cascada (2016)
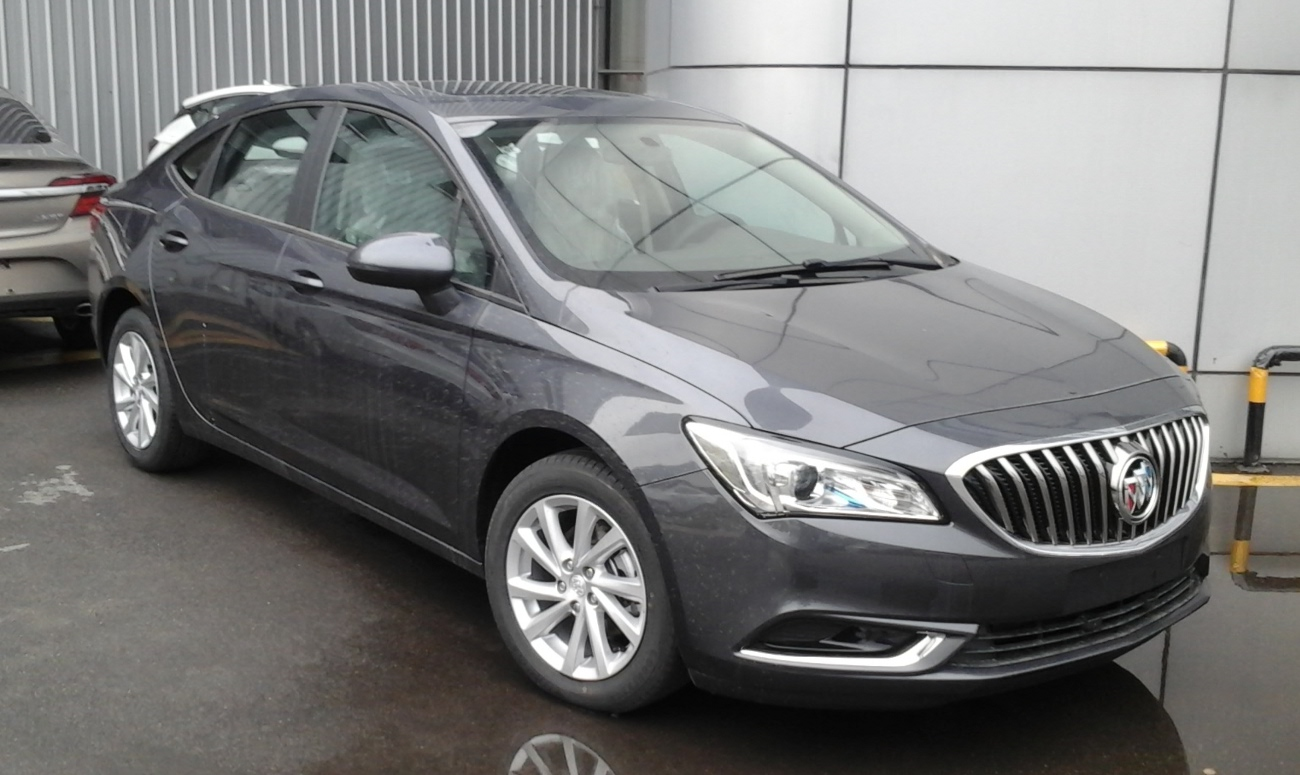
Verano (2016)
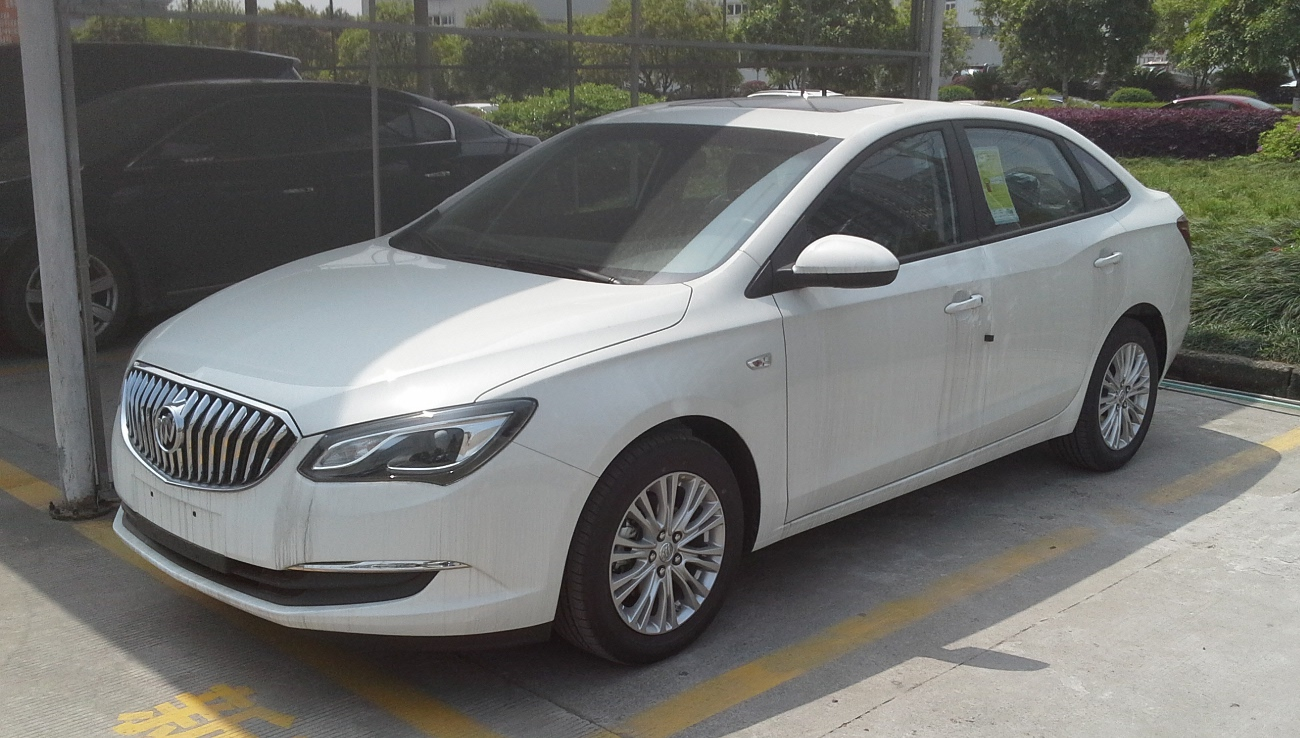
Excelle GT (2011)
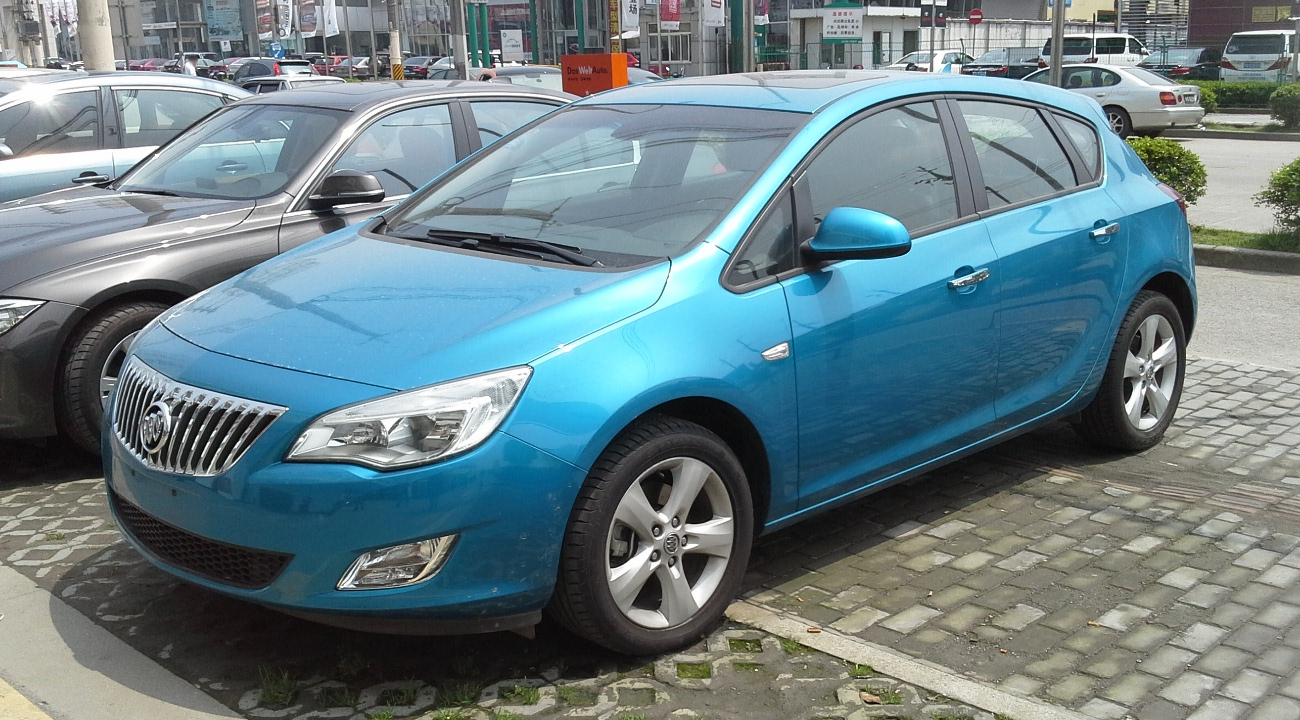
Excelle XT (2011)